# Bergsmo
Bergsmo (eller Bergsmoen) är en tidigare tätort i Grongs kommun i Trøndelag fylke i mellersta Norge. Orten ligger vid fylkesväg 760, på norra sidan av älven Namsen, väster om kommunens centralort Grong.
Sedan 2024 räknas orten inte längre som en tätort.